# Alain Bellouis
Alain Bellouis, né le 28 juillet 1947 à Gif-sur-Yvette, est un coureur cycliste français, professionnel de 1971 à 1973.

## Palmarès
- 1970
  - Prix d'Épinay-sur-Orge
  - Critérium des vainqueurs
  - 2e de Paris-Auxerre

## Résultats sur le Tour de France
1 participation
- 1972 : 88e et lanterne rouge